# Éric Berthon
Éric Berthon (ur. 10 października 1961 w Miluzie) – francuski narciarz, specjalista narciarstwa dowolnego. Jego największym sukcesem jest złoty medal w jeździe po muldach wywalczony podczas mistrzostw świata w Tignes. Zdobył także brązowy medal w tej samej konkurencji na mistrzostwach świata w Oberjoch.
Zajął 11. miejsce w jeździe po muldach podczas igrzysk w Calgary, jednakże narciarstwo dowolne był wtedy tylko konkurencją pokazową. Startował także w tej samej konkurencji na igrzyskach w Albertville, gdzie zajął 4. miejsce.
Najlepsze wyniki w Pucharze Świata osiągnął w sezonach 1986/1987 oraz 1987/1988, kiedy to zajmował 12. miejsce w klasyfikacji generalnej, a w klasyfikacji jazdy po muldach był drugi. W sezonach 1989/1990 oraz 1990/1991 był trzeci w klasyfikacji jazdy po muldach.
W 1992 r. zakończył karierę.

## Osiągnięcia

### Igrzyska olimpijskie
| Miejsce | Dzień     | Rok  | Miejscowość | Konkurencja      | Zwycięzca       |
| ------- | --------- | ---- | ----------- | ---------------- | --------------- |
| 4.      | 13 lutego | 1992 | Albertville | Jazda po muldach | Edgar Grospiron |

### Mistrzostwa świata
| Miejsce | Dzień     | Rok  | Miejscowość | Konkurencja      | Zwycięzca       |
| ------- | --------- | ---- | ----------- | ---------------- | --------------- |
| 1.      | 2 lutego  | 1986 | Tignes      | Jazda po muldach | -               |
| 3.      | 3 marca   | 1989 | Oberjoch    | Jazda po muldach | Edgar Grospiron |
| 14.     | 14 lutego | 1991 | Lake Placid | Jazda po muldach | Edgar Grospiron |

### Puchar Świata

#### Miejsca w klasyfikacji generalnej
- sezon 1983/1984: 85.
- sezon 1984/1985: 22.
- sezon 1985/1986: 22.
- sezon 1986/1987: 12.
- sezon 1987/1988: 12.
- sezon 1989/1990: 14.
- sezon 1990/1991: 12.
- sezon 1991/1992: 47.

#### Miejsca na podium
1. Tignes – 12 grudnia 1984 (Jazda po muldach) – 2. miejsce
2. Pra Loup – 3 lutego 1985 (Jazda po muldach) – 2. miejsce
3. Mont Gabriel – 11 stycznia 1986 (Jazda po muldach) – 2. miejsce
4. Tignes – 9 grudnia 1986 (Jazda po muldach) – 2. miejsce
5. Oberjoch – 1 marca 1986 (Jazda po muldach) – 3. miejsce
6. Tignes – 8 grudnia 1986 (Jazda po muldach) – 3. miejsce
7. Lake Placid – 16 stycznia 1987 (Jazda po muldach) – 3. miejsce
8. Breckenridge – 23 stycznia 1987 (Jazda po muldach) – 3. miejsce
9. Calgary – 30 stycznia 1987 (Jazda po muldach) – 2. miejsce
10. Mariazell – 21 lutego 1987 (Jazda po muldach) – 2. miejsce
11. Voss – 28 lutego 1987 (Jazda po muldach) – 3. miejsce
12. Oberjoch – 7 marca 1987 (Jazda po muldach) – 3. miejsce
13. La Clusaz – 23 marca 1987 (Jazda po muldach) – 3. miejsce
14. La Plagne – 20 grudnia 1987 (Jazda po muldach) – 2. miejsce
15. Inawashiro – 30 stycznia 1988 (Jazda po muldach) – 3. miejsce
16. Madarao – 6 lutego 1988 (Jazda po muldach) – 2. miejsce
17. Oberjoch – 5 marca 1988 (Jazda po muldach) – 3. miejsce
18. Breckenridge – 20 stycznia 1990 (Jazda po muldach) – 3. miejsce
19. Calgary – 28 stycznia 1990 (Jazda po muldach) – 1. miejsce
20. Iizuna – 17 lutego 1990 (Jazda po muldach) – 3. miejsce
21. La Clusaz – 16 marca 1990 (Jazda po muldach) – 1. miejsce
22. La Plagne – 30 listopada 1990 (Jazda po muldach) – 3. miejsce
23. Tignes – 6 grudnia 1990 (Jazda po muldach) – 1. miejsce
24. Zermatt – 15 grudnia 1990 (Jazda po muldach) – 2. miejsce
25. La Clusaz – 20 lutego 1991 (Jazda po muldach) – 2. miejsce

- W sumie 3 zwycięstwa, 10 drugich i 12 trzecich miejsc.